# Vlastimil Opálek
Vlastimil Opálek (7. února 1959 Trnava – 5. října 1995 tamtéž) byl slovenský fotbalový brankář. Zemřel na následky autonehody.
Jeho švagrem byl prvoligový fotbalista Jozef Dian.

## Fotbalová kariéra
V lize hrál za Spartak Trnava. Debutoval ve středu 14. května 1980, kdy ve 30. kole ročníku 1979/80 za rozhodnutého stavu na hřišti Jednoty Trenčín vystřídal Keketiho (výhra 5:1). Poslední utkání absolvoval ve středu 9. května 1990 v rámci 30. kola ročníku 1989/90 na hřišti Nitry (prohra 1:9), celkem nastoupil ke 176 utkáním. V Poháru vítězů pohárů nastoupil ve 2 utkáních. Za reprezentaci do 17 let nastoupil ke 3 utkáním. Vítěz Československého poháru 1986.
V prvoligovém utkání, které se hrálo v neděli 16. listopadu 1986 v Trnavě, zahrával v 77. minutě pokutový kop, který však neproměnil. Domácí Spartak TAZ i tak porazil Spartu ČKD Praha (pozdějšího mistra) 1:0 brankou Mariána Breziny ze 48. minuty.

## Ligová bilance
| Ročník                                   | Zápasy | Góly | Minuty | Nuly | Klub              |
| ---------------------------------------- | ------ | ---- | ------ | ---- | ----------------- |
| 1. československá fotbalová liga 1979/80 | 1      | 0    | 8      | 0    | TJ Spartak Trnava |
| 1. československá fotbalová liga 1982/83 | 1      | 0    | 90     | 0    | TJ Spartak Trnava |
| 1. československá fotbalová liga 1983/84 | 24     | 0    | 2 160  | 4    | TJ Spartak Trnava |
| 1. československá fotbalová liga 1984/85 | 15     | 0    | 1 350  | 6    | TJ Spartak Trnava |
| 1. československá fotbalová liga 1985/86 | 29     | 0    | 2 545  | 11   | TJ Spartak Trnava |
| 1. československá fotbalová liga 1986/87 | 30     | 0    | 2 700  | 7    | TJ Spartak Trnava |
| 1. československá fotbalová liga 1987/88 | 27     | 0    | 2 349  | 8    | TJ Spartak Trnava |
| 1. československá fotbalová liga 1988/89 | 29     | 0    | 2 610  | 7    | TJ Spartak Trnava |
| 1. československá fotbalová liga 1989/90 | 20     | 0    | 1 800  | 5    | TJ Spartak Trnava |
| CELKEM                                   | 176    | 0    | 15 612 | 48   |                   |